# Stoughton (Wisconsin)
Pour les articles homonymes, voir Stoughton.
Stoughton est une ville du comté de Dane dans l’état du Wisconsin.
Sa population était de 12 611 habitants en 2010.